# Cucumis myriocarpus
Espèce
Classification phylogénétique
Cucumis myriocarpus, le concombre groseille, est une espèce de plante à fleurs de la famille des Cucurbitaceae, originaire de l’est de l’Afrique australe. C'est une plante herbacée dont le fruit est une baie toxique.

## Nomenclature et étymologie
L’espèce a été décrite sous le nom de Cucumis myriocarpus, par Charles Victor Naudin en 1856 dans les Annales des Sciences Naturelles; Botanique, série 4, 11: 22.
Le nom de genre Cucumis est un mot de latin signifiant « concombre ».
L’épithète spécifique myriocarpus est un mot de latin scientifique composé de deux étymons grecs :  1) μυρίος / myrios signifiant « très nombreux, innombrable » et 2) καρπός / karpos, signifiant « fruit, graine », la combinaison des deux termes donne « fruits et graines innombrables », l’espèce ayant beaucoup de fruits par pied et beaucoup de graines par fruit.

## Synonymes
Selon WFO, le nom valide Cucumis myriocarpus possède les synonymes suivants
- Cucumis africanus var. myriocarpus (Naudin) Burtt Davy ; synonyme homotypique
- Cucumis africanus var. acutilobus Cogn.
- Cucumis dissectifolius Naudin
- Cucumis dissectifolius var. filiforme Cogn.
- Cucumis grossularoides court. ex Steud.
- Cucumis merxmuelleri Suess.
- Cucumis myriocarpus subsp. myriocarpe

## Sous-espèces
- Cucumis myriocarpus subsp. leptodermis (Schweick.) C.Jeffrey & P.Halliday
- Cucumis myriocarpus subsp. myriocarpus

## Description
Le Cucumis myriocarpus est une plante herbacée, avec un rhizome ligneux. Les tiges rampantes (ou grimpantes) sont couvertes de poils de 0,4 à 1 mm, avec des entrenœuds de 2-9(-20) cm, et des vrilles simples.
Les feuilles sont portées par des pétioles de 1,5 à 6 (−13) cm de long (les spécimens cultivés présentent parfois de longs pétioles); trois types différents de pubescence se succèdent suivant la zone du pétiole, à la base rétrose-strigose (poils raides dirigés vers la base), au milieu hirsute, à l’extrémité antrorse-strigose (poils raides dirigés vers le sommet). Le limbe est palmatilobé, à 3-5 lobes, avec un lobe central pennatifide ou entier, les lobes latéraux sont asymétriques pennatifides ; les bords sont dentés, la base  est cordée à subcordée, de 2,5-9(-16) cm de long sur 2-8,5(-13) cm de large (les spécimens cultivés présentent des valeurs extrêmes).
L’espèce est monoïque. Les fleurs mâles sont en fascicules ou panicules sessiles de 1 à 6 fleurs. Les fleurs pistillées (femelles), ont un calice avec lobes de 1,5–4,5 mm, 5 pétales de 2–7 mm, le tube de la corolle de 0,3–1,2 mm, pubérulents à l'intérieur. Le style fait de 1–2 mm long.
Le fruit est une baie bicolore avec des rayures longitudinales de la base à l'apex puis monocolore à maturité ; vert (à maturité), orange (à maturité) ou jaune (à maturité). Le fruit mûr ellipsoïdal ou globuleux, de 1,5 à 5 cm de long, peu à densément épineux,
Graines elliptiques de 4,6-6,7 x 2,4-3 mm; 1,1-1,6 mm d'épaisseur ; sans ailes. 

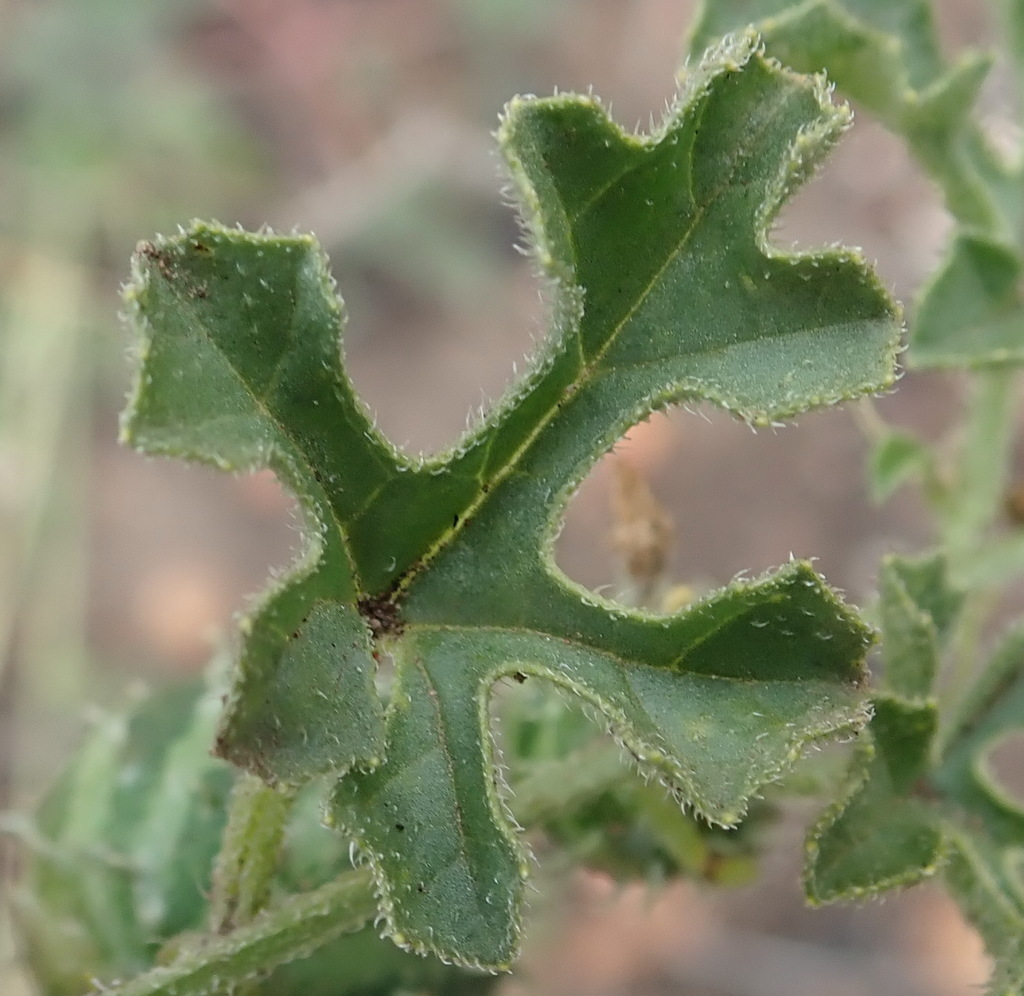
Jeune feuille palmée à 3-5 lobes.
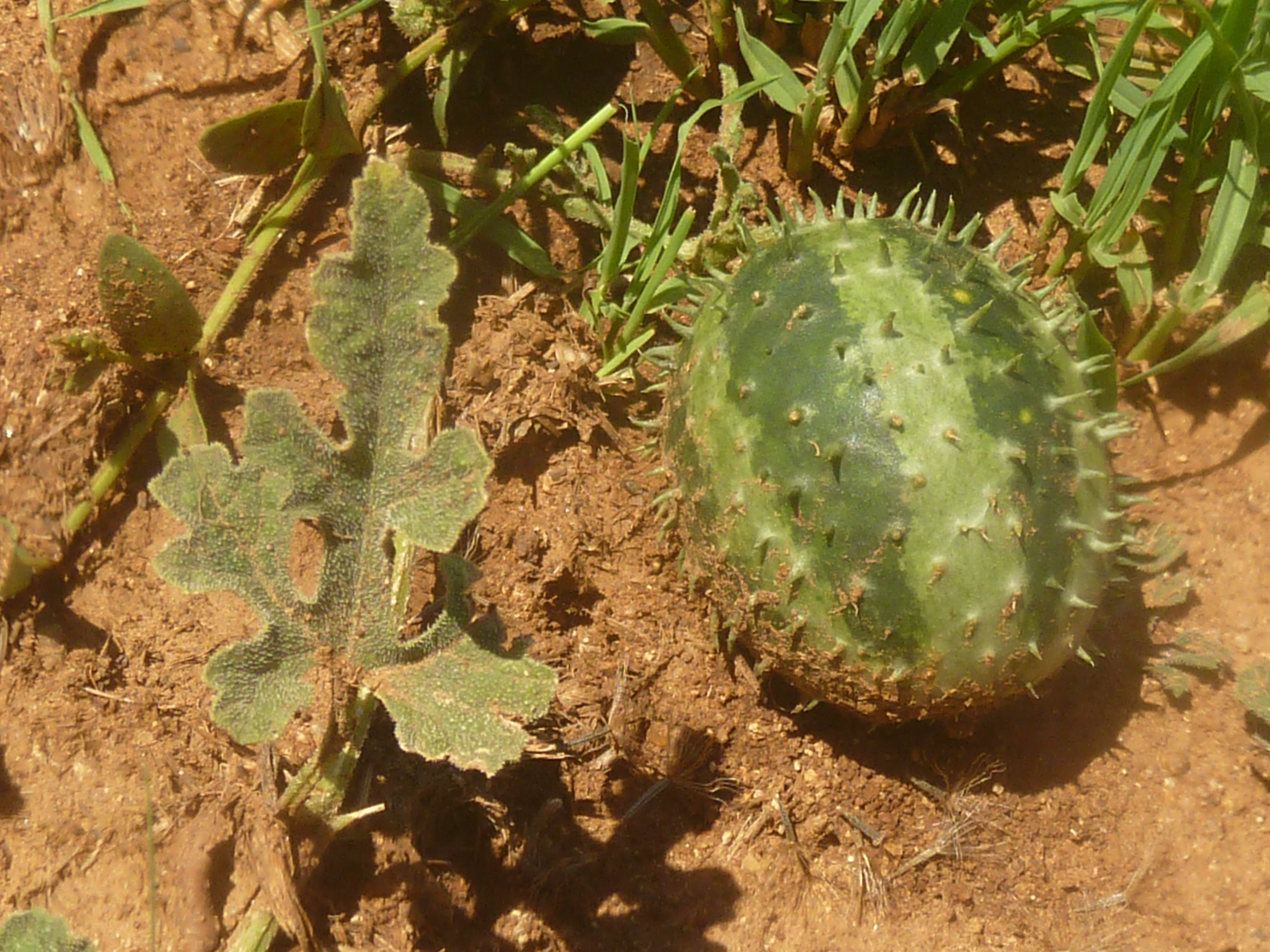
Feuille palmatilobée, fruit.
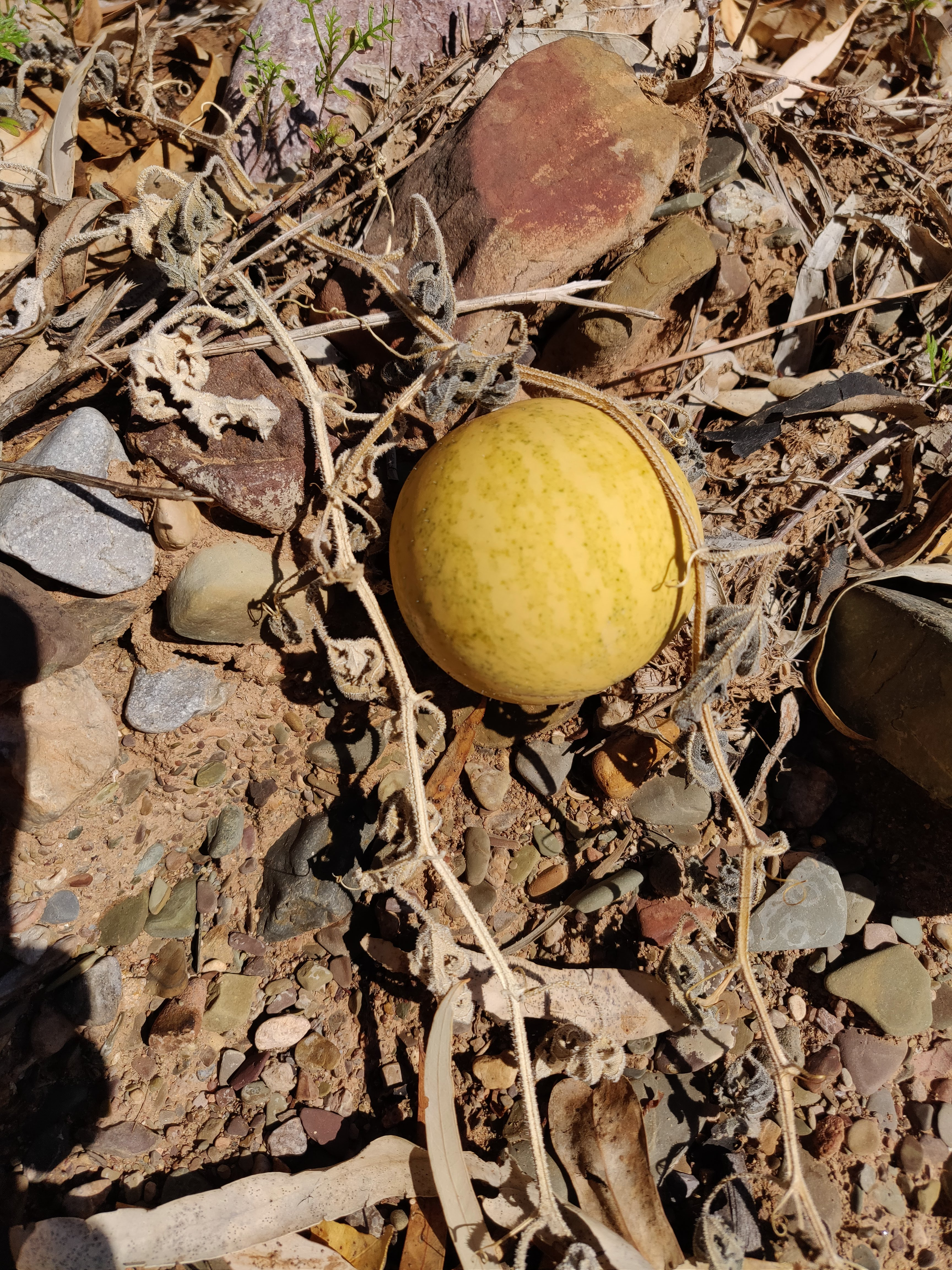
Fruit mûr.

## Distribution et habitat
Selon POWO, l’aire de distribution originelle se trouve en Afrique du Sud (Le Cap, État libre, KwaZulu-Natal, Swaziland, Provinces du Nord), au Botswana, Lesotho, Mozambique, Zambie, Zimbabwe.
L’espèce a été introduite et s’est naturalisée en Californie, Nouvelle-Galles du Sud, Caucase du Nord, Territoire du Nord, Queensland, Australie-Méridionale, Tasmanie, Victoria, Australie-Occidentale. Elle se naturalise généralement dans les régions tempérées semi-arides.

## Propriétés
Toxicité
La plante est toxique pour les humains ainsi que pour les chevaux, les moutons, les bovins et les porcs et elle a été associée à la mort de bétail. Elle a été utilisée par les humains comme émétique. Il existe des cas d'empoisonnement survenus chez l'homme.
Les racines et les fruits de Cucumis myriocarpus contiennent de la cucurbitacine B, un composé triterpénique ayant des propriétés cytotoxiques qui peuvent causer des troubles gastro-intestinaux s’il est ingéré en grande quantité.
Adventice
Introduite en Australie, Cucumis myriocarpus est devenue une mauvaise herbe largement naturalisée, notamment dans les régions intérieures et méridionales. Elle a tendance à envahir les champs en jachère et les pâturages en été. Cette infestation des champs en été, entraîne une réduction de la disponibilité d’humidité pour les cultures de céréales d’hiver et une réduction des rendements des cultures. La plante peut également entraîner une perte de biodiversité végétale indigène lorsqu'elle envahit les paysages naturels.
Elle produit une abondance de graines : chaque pied peut produire 50 melons ou plus et chaque melon contenant jusqu’à 200 graines viables, soit au total plus de 10 000 graines par plante. Mais les graines sont souvent en dormance dans les fruits mûrs.